# Hélène Fournier
Hélène Fournier (de soltera, Hélène Pellault; 23 de diciembre de 1904 en Cussay, Indre y Loira (Francia)-29 de marzo de 1994) fue una figura de la resistencia francesa en Indre y Loira, donde desempeñó un papel activo de ayuda en el contrabando a través de la línea de demarcación que separaba en dos el departamento de Indre y Loira, con una parte en la zona ocupada y la otra formando parte de la Francia de Vichy, desde principios del verano de 1940 al 1 de marzo de 1943. Fue la única superviviente del convoy llamado de los 31 000 en que fue deportada a Auschwitz el 24 de enero de 1943. Fue galardonada con la Legión de honor en marzo de 1966.

## Biografía
Hélène Pellault era hija de un socialista, herrero de profesión y laicista. Al casarse, adoptó el apellido de su marido, Fournier. La pareja regentaba un colmado en Tours, en la calle Febvotte, 98.

### Su rol en la resistencia
Durante la Segunda Guerra Mundial se compromete con la red de la resistencia Libération-Nord. Su tienda sirve de lugar de transmisión de mensajes escondidos que facilitan la cobertura de la resistencia. Alberga y ayuda a las personas clandestinas, en fuga o investigadas por su actividad en la resistencia.

### El convoy de los 31 000
Fue arrestada por una denuncia el 29 de octubre de 1942 y llevada a la prisión de Tours, donde se le otorga el número 1183. Permaneció allí hasta el 7 de noviembre de 1942, en compañía de otras veinte vecinas de Tours. Más tarde fueron trasladadas al campo alemán de Romainville, en Sena-Saint Denis en el municipio de Lilas. Allí es detenida con Elisabeth Le Port. Las prisioneras son transferidas al campo de Royallieu, después deportadas al campo de Auschwitz en el convoy conocido como de los 31 000. El trayecto hasta Auschwitz se efectúa el 24 de enero de 1943, en un tren que traslada 230 mujeres y 1 530 hombres. Este convoy fue el primer convoy mixto que llevó mujeres de la resistencia francesa en el marco de la operación Nacht und Nebel. La mitad de estas mujeres eran resistentes comunistas. Sólo 49 de ellas sobrevivieron, y de las 20 vecinas de Tours deportadas, Hélène Fournier fue la única superviviente. Danièle Casanova formaba parte de este convoy, así como Marie-Claude Vaillant-Couturier.
Este convoy de los 31 000 inspiró el libro de Charlotte Delbo, Ninguna de nosotras no volverá, y él de Caroline Moorehead, Un tren en invierno. Un festival de teatro aficionado rindió homenaje en 2013 al convoy de los 31 000 a través de una pieza de Gérard Thévenin.

#### Detención en Birkenau y a Ravensbrück
Permaneció prisionera con sus compañeras de Tours en Birkenau. 

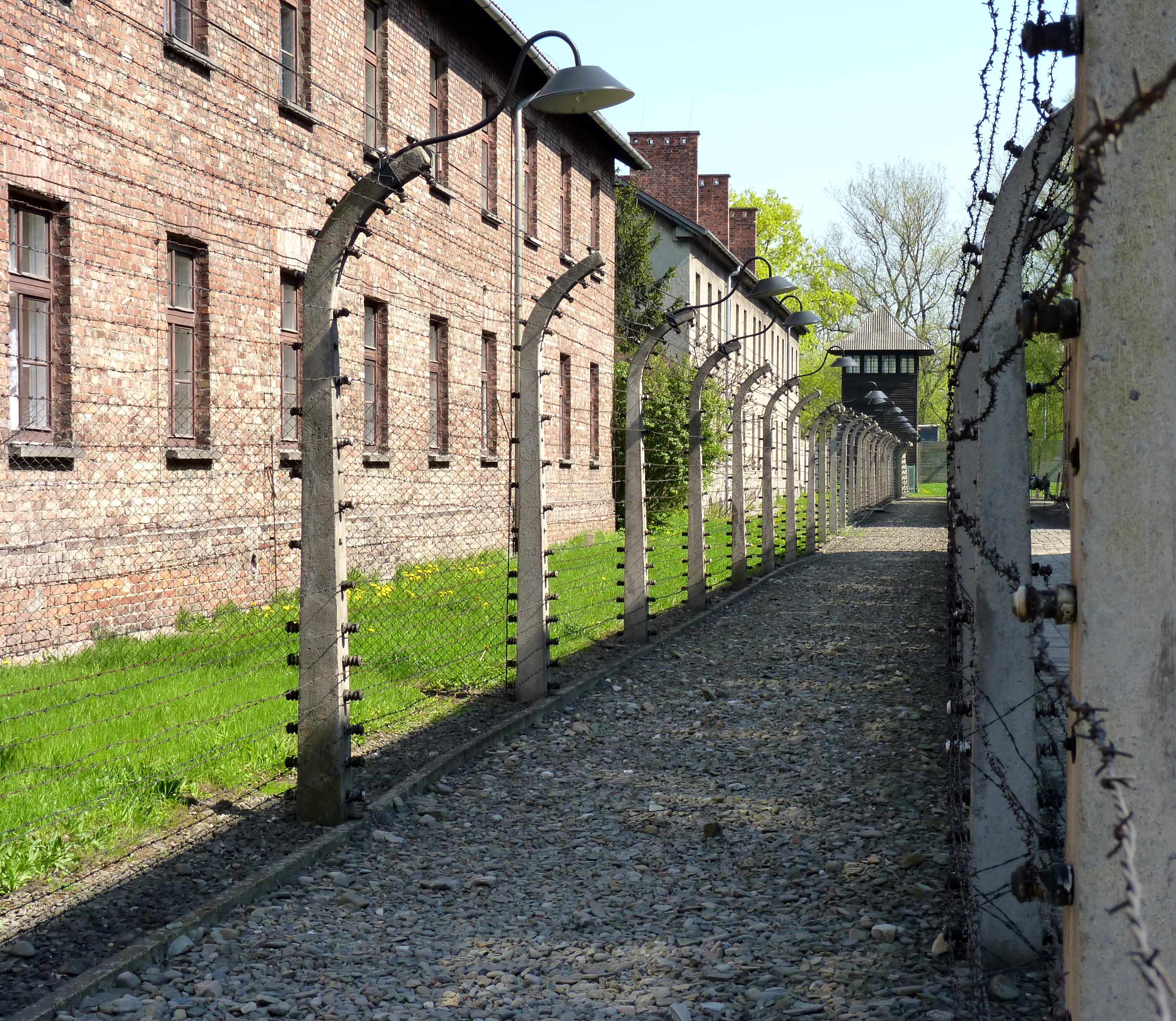
Auschwitz: Barracas y valla en el campo de concentración.

La acompañaban Rachel Deniau, Mary Gabb quien murió el día de su llegada a Birkenau, Germaine Jaunay y Elisabeth Le Port entre otras. Elisabeth Le Port la describe en su correspondencia como una persona que no comparte. Mientras que intenta reconfortar a Germaine Jaunay, esta última le replica "¿Por qué regresar, para ser golpeada?". Con respecto a Rachel Deniau, su nombre figura sobre la placa en memoria de las deportadas en Amboise, y una calle lleva su nombre en La Croix-en-Touraine. Después de su llegada a Birkenau, contrajo el tifus y trabajó en los comandos. En mayo de 1942, Hélène Pellault era la única francesa que quedaba en los comandos de Birkenau, las demás habían sido deportadas a Polonia, a Raïsko, o muertas. Consiguió que la admitieran en el Revier (el nombre alemán para los cuarteles destinados a los prisioneros enfermos de los campos) como limpiadora gracias a Marie-Claude Vaillant-Couturier.
El 2 de agosto de 1944, fue trasladada al campo de Ravensbrück, y después al campo de Mauthausen el 2 de marzo de 1945.

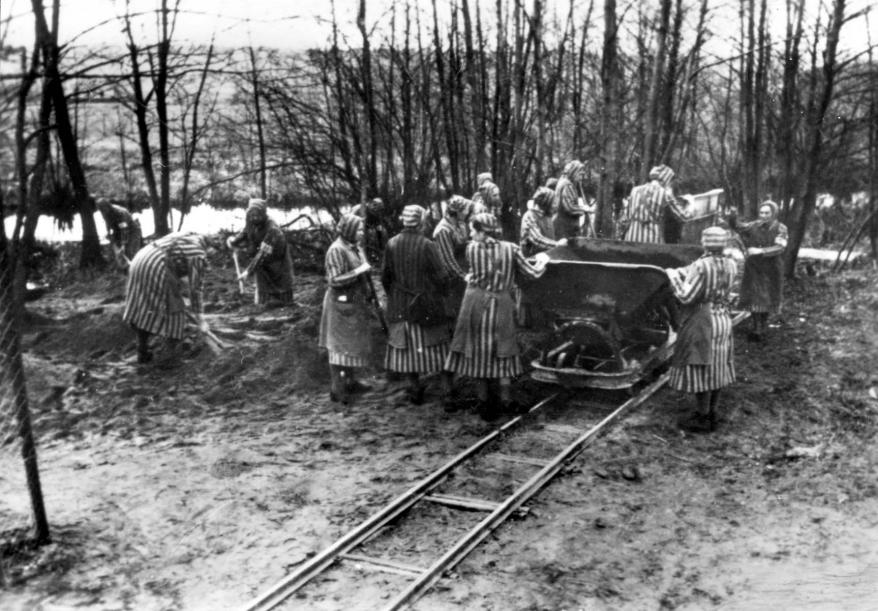
Mujeres trabajando en el campo de Ravensbrück, 1939

.

#### Lista de vecinas de Tours deportadas con Hélène Fournier:[1]
- Francisca Goutayer, llamada Cica, número 31780, camarera en el restaurante Parisien de Tours, denunciada por Antoinette Bibault, muerta en el revier de Birkenau en abril de 1943.[1][12]

- Marie Louise Gabb, apellido de soltera Thomas, nació el 24 de marzo de 1891 en Amboise[13] y murió el 16 de febrero de 1943.

- Rachel Deniau, número de registro 31773, nació el 1 de mayo de 1899 en la Croix-de-Bléré, cartera.[14]

- Germaine Jaunay, número de registro 31782, apellido de soltera Mouzé, nació el 12 de octubre de 1898 en Francueil, en un lugar llamado «La Bergerie», tía de Rachel Deniau, murió en el revier de Birkenau a la edad de 53 años.[15]

- Elisabeth Le Port, número de egistro 31786, nació el 9 de abril de 1919 en Lorient, Morbihan, maestra, denunciada por una de sus alumnas, murió de disentería el 14 de marzo de 1943 a la edad de 24 años en el revier de Birkenau.[5] Una placa conmemorativa está fijada en su clase en Saint-Christophe-sur-le-Nais.[16]

- Marcelle Laurillou, apellido de soltera Mardelle, nació el 19 de noviembre de 1914 en Perrusson, denunciada por una mujer apellidada Email, muerta de disentería el 20 de abril de 1943 en Birkenau.[17]

- Raymonde Sergent, número de registro 31790, apellido de soltera Delalande, nació el 18 de agosto de 1903 en Saint-Martin-le-Beau, trabajaba en el Café Hotel de l'Union, murió el 30 de abril de 1943 en el revier de Birkenau. Fue la última de las mujeres de Tours que acompañaban a Hélène Fournier en morir. Una calle lleva su nombre en Saint-Martin_le Beau. Fue condecorada a título póstumo con la medalla de la Resistencia Francesa, la medalla militar, la medalla de la deportación y la Cruz de Guerra con palmas.[18]

- Emilia Kérisit, llamada Léa, número de registro 31783, apellido de soltera Baliteau, nació el 30 de julio de 1895 en Jaunay-Clan, enfermera, cooperaba a menudo con Jeanne Goupille en las redes de ayuda a personas clandestinas, arrestada el 23 de septiembre de 1942. Diagnosticada con tifus en abril, un torturador la deja inconsciente en abril de 1943 y muere el 25 de mayo de 1943.[19]

- Germaine Maurice, número de registro 31788, nació el 8 de mayo de 1918 en Vou, muere de una neumonía en Birkenau el 23 de febrero de 1943.[20]

### Regreso a Tours
Regresó a Tours el 1 de mayo de 1945. Fue la única superviviente de las veinte mujeres de Tours deportadas, y asumirá la carga de anunciar a las familias el óbito y las condiciones de detención de sus seres queridos en el campo de Birkenau. Le fue otorgada la Legión de Honor en marzo de 1966. Se le homologó igualmente el grado de cabo de la R.I.F.